# Tennis Masters Series Indian Wells 2000
Die Tennis Masters Series Indian Wells 2000 war die 24. Ausgabe der Indian Wells Masters. Das Turnier wurde auf Hartplatz gespielt und war sowohl Teil der ATP Masters Series der männlichen ATP Tour als auch ein als Tier I klassifiziertes Turnier der weiblichen Tennisprofis auf der WTA Tour, was die höchste Kategorie zu dieser Zeit darstellte. Zum ersten Mal wurde das Turnier für beide Geschlechter unter demselben Namen vermarktet.
Sowohl Damen- als auch Herrenturnier fanden vom 13. bis 20. März 2000 in der erst kurz zuvor eröffneten Indian Wells Tennis Garden Anlage in Indian Wells statt. Das Hauptfeld bestand jeweils aus 64 Teilnehmern. 